# Fiat Chrysler Automobiles
Фијат Крајслер аутомобили (енгл. Fiat Chrysler Automobiles), познат по свом акрониму ФЦА (од енгл. FCA), био је глобални произвођач аутомобила. ФЦА група је резултат интеграције Фијата и Крајслер групе и седми је по величини произвођач аутомобила у свету. Група је основана у октобру 2014. спајањем Фијата и Крајслера у нову холдинг компанију. Седиште компаније Фијат Крајслер аутомобили је у Амстердаму, а финансијско седиште је у Лондону. Холдинг компанија се котира на Њујоршкој берзи и миланској Италијанској берзи. Ексор Н.В., италијанска инвестициона група коју контролише породица Агнели, поседује 29,19% ФЦА и контролише 44,31% путем механизма лојалног гласања.
Брендови ФЦА на масовном тржишту послују кроз две главне подружнице: ФЦА Италија (раније Фијат група аутомобили СпА) са седиштем у Торину; и ФЦА УС (претходно Крајслер група ЛЛЦ) са седиштем у Оберн Хилсу у Мичигену (део Метро Детроита). Портфолио компаније укључује аутомобилске марке Абарт, Алфа Ромео, Крајслер, Доџ, Фијат, Фијат профешонал, Џип, Ланча, Масерати и Рам камиони. Ферари је издвојен из групе 2016. Данас ФЦА послује на четири глобална тржишта.
Дана 31. октобра 2019. ФЦА је објавио намеру да се споји са Групом ПСА (између осталих власника марки Пежо и Ситроен). Спајање би било на бази 50-50 свих залиха. Дана 18. децембра 2019. ФЦА и ПСА су објавили да су се сложили са условима обавезујућег спајања у износу од 50 милијарди долара, који је средином 2020. чекао одобрење европских регулатора конкуренције. Према подацима од 16. јула 2020. године обе компаније су одлучиле да именују спојену компанију „Стелантис”. Име Стелантиса је изведено из латинског глагола „stello” што значи „осветлити звездама”.
ФЦА такође поседује индустријске подружнице Комау и Тексид.

## Историјат
Интеграција између Фијата и Крајслера датира од 2009. године, након што је Крајслер поднео захтев за стечај. 10. јуна 2009. године, Крајслер је изашао из стечајног поступка уз UAW америчког Уједињеног пензионог фонда радника у ауто-индустрији, Фијата и влада САД и Канаде као главних власника. Током наредних неколико година, Фијат постепено купује акције и тако постаје већински власник у компанији, а 21. јануара 2014. године Фијат је завршио куповину преосталих 41,46% од фонда UAW, чинећи Крајслер групу својом филијалом.
29. јануара 2014. године Фијат је најавио реорганизацију и стварање нове холдинг компаније, која је основана у Холандији, са пореским седиштем у Уједињеном Краљевству. Деонице ће се котирати на берзи у Њујорку и на секундарном тржишту у Милану.
Октобра 2014. године, компанија Фијат Крајслер је саопштила да ће одвојити своју филијалу Ферари у посебну компанију, односно да ће део акција ставити на продају. По плану, 3. јануара 2016. године Ферари је и званично одвојен од Фијат Крајслер групације и постаје самостална компанија. Према саопштењу ФЦА, 10 одсто акција излази на тржиште на јавну понуду, 80% акција задржава Фијат Крајслер, с намером да их расподели акционарима, а преостали 10 одсто акција остаје у власништву породице Ферари, односно Пјера Ферарија, сина оснивача Енца Ферарија. Након лансирања, акције Ферарија се налазе на Њујоршкој берзи, под ознаком „RACE”. Продајом акција Ферарија, Фијат Крајслер групација добијени новац уложиће у план развоја брендова Алфа Ромео и Мазератија и за смањење дугова.
Октобра 2019. године ФЦА је саопштила да намерава да се споји са ПСА групом. Спајање би се односило 50:50 за све деонице. 18. децембра 2019. године, управни одбори ФЦА и ПСА су објавили да су се сложили са условима обавезујућег припајања од 50 милијарди долара, чиме настаје четврти највећи произвођач аутомобила у свету.

## Корпоративна управа
Генерални директор и извршно руководство, укључујући двадесет и двоје запослених, раде на локацијама Оберн Хилс, Мичигeн и Торино, Италија. Остале оперативне активности нове групе остале су непромењене, при чему су производне, дизајнерске и инжењерске операције остале у Торину у Италији, Оберн Хилсу у Мичигену, Сједињене Државе и на другим локацијама широм света, укључујући Канаду, Индију, Мексико, Бразил, Аргентину, Пољску и Кину.
Извршни чланови упровног одбора ФЦА од октобра 2018. године су Џон Елкан (председник) и Мајк Манли (главни извршни директор), а преотали чланови су Роналд Л. Томпсон, Андреа Агнели, Тиберто Брандолини д'Ада, Глен Ерли, Валери А. Марс, Рут Џ. Симонс, Пејшенс Виткрофт, Стефен Волф и Ерменегилдо Зегна, који је извршни директор Ерменегилдо Зегне.

## Подружнице
ФЦА своје аутомобилске операције на масовном тржишту обавља преко две главне подружнице: ФЦА Италија (раније Фијат групa aутомобили) и ФЦА УС (раније Крајслер група). Обе промене имена најављене су у децембру 2014. године.
ФЦА Италија укључује италијанске брендове чиме су обухваћени Абарт, Алфа Ромео, Фијат, Фиjат профешонал, Ланча и подружницу за производњу мотора ВМ Мотори.
ФЦА УС укључује америчке брендове чиме су обухваћени Крајслер, Доџ, Џип и Рам, као и Мопар сервис и организација делова.
Остале компаније укључују луксузне аутомобиле (Масерати), као и фирме које раде на аутоматизацији производње (Комау) и ливница метала (Тексид, удео од 84,8%). Остала заједничка улагања и подружнице преузимају се преко компанија ФЦА Италија и ФЦА из САД.
Почетком 2019. године ФЦА је продао произвођача делова Магнети Марели за 6,2 милијарде евра компанији Калсоник Кансеј, јапанској компанији у власништву америчке откупне компаније ККР.
ФЦА служити као матична компанија за групу чији су производни брендови: 
- Абарт
- Алфа Ромео
- Крајслер
- Доџ
- Фијат
- Фиjат профешонал
- Џип
- Ланча
- Мазерати
- Мопар
- Рам камиони
- SRT

Од јануара 2016. године, Ферари је бивша подружница.